# Deicide
Deicide (englisch für ‚Gottesmord‘) ist eine Death-Metal-Band aus den USA. Sie wurde 1987 unter dem Namen Amon in Florida gegründet.

## Geschichte
Zunächst veröffentlichte Deicide unter dem Namen Amon die beiden Demoaufnahmen Feasting the Beast (1987) und Sacrificial (1989). 1989 wurde die Band in Deicide umbenannt und 1990 veröffentlichte sie ihr selbstbetiteltes Debütalbum. Der Nachfolger Legion wurde 1992 veröffentlicht. Die Band befand sich zu diesem Zeitpunkt auf dem Höhepunkt ihrer Karriere und galt als eine der meistverkauften Death-Metal-Bands. Bis heute liefert sie sich in dieser Beziehung ein Kopf-an-Kopf-Rennen mit den benachbarten Cannibal Corpse.
Die Originalbesetzung mit Glen Benton (E-Bass und Gesang), den Brüdern Eric und Brian Hoffman an den E-Gitarren und Steve Asheim am Schlagzeug hielt insgesamt 17 Jahre und sieben Studioalben. Für die meisten Fans gelten das Debüt sowie Legion als Referenzalben der Band, deren Qualität sie später nicht mehr erreichte.
Erst 2004 bröckelte das stabile Bandgefüge. Brian und Eric Hoffman verließen die Gruppe. Zunächst gab es eine Ankündigung durch Glen Benton, diese würden durch die Gitarristen der Band Vital Remains ersetzt. Dave Suzuki spielte allerdings nur 2004 und 2005 und nur als Live-Gitarrist für Deicide. Stattdessen übernahm Glen Benton den Gesang bei besagter Gruppe.

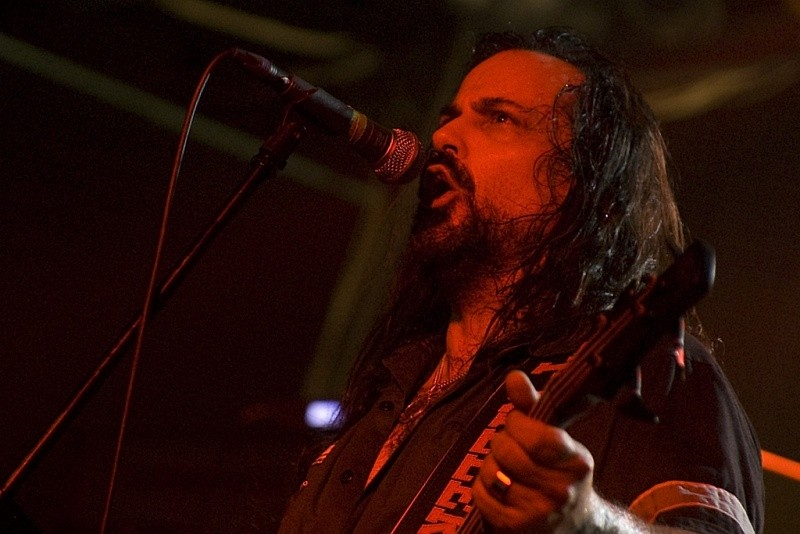
Sänger Glen Benton

Am 18. August 2006 erschien das achte Studioalbum The Stench of Redemption – zum ersten Mal seit der Gründung der Band in veränderter Besetzung. Jack Owen (Ex-Cannibal-Corpse; Gitarre bei Deicide seit 2004) und Ralph Santolla (Ex-Death; Gitarre bei Deicide seit 2005, ging später zu Obituary) waren hier erstmals auch auf einem Studioalbum zu hören.
Ralph Santolla verließ die Band Ende 2007, ist jedoch noch auf dem am 25. April 2008 erschienenen neunten Studioalbum Till Death Do Us Part zu hören. Zusätzlich zur normalen Edition war hier eine Limited Edition mit einem Patch mit der Aufschrift Glen Benton for President erhältlich. Auf diesem Album ist Schlagzeuger Steve Asheim in zwei Songs an der Gitarre zu hören.
Kevin Quirion übernahm zwischen 2008 und 2010 als Live-Musiker die Gitarre für Tourneen. Santolla kehrte 2010 wieder zur Band zurück, wurde aber 2011 nach der Veröffentlichung des zehnten Studioalbums To Hell with God noch während der Tournee aufgrund von Alkoholproblemen gefeuert und Quirion kehrte diesmal als Vollzeitmitglied zurück. Quirion ist erstmals auf dem 2013 erschienenen elften Studioalbum In the Minds of Evil zu hören.
Das Album Banished by Sin erreichte 2024 eine Woche nach seinem Erscheinen auf dem neuen Label Reigning Phoenx Platz 16 in den deutschen Charts.

## Texte und Kontroversen
Die Texte von Deicide handeln beinahe ausschließlich von antichristlichen oder satanistischen Themen, die Band hat daher an vielen Orten ein Auftrittsverbot. Sänger Glen Benton hat auf seiner Stirn ein Branding in Form eines umgedrehten Kreuzes und ist Mitglied in der Organisation amerikanischer Antikatholiken.
Auf einem Konzert der Band am 25. November 1992 im Fryshuset in Stockholm detonierte eine Bombe, während die Vorgruppe Gorefest spielte. Daniel Ekeroth berichtet, dass plötzlich ein lauter Knall zu hören gewesen sei, jeder diesen für einen Teil des Auftritts gehalten habe und Gorefest zu Ende spielte. Quorthon von Bathory hingegen, der zu dem Zeitpunkt im Backstage-Bereich befindliche Kopf des Sicherheitspersonals an diesem Abend, sagte, die Band habe so laut gespielt, dass niemand die Bombe gehört habe. Er habe etwa fünf Fuß von der Bombe entfernt gestanden und sie nicht gehört, aber plötzlich gerochen, dass sein Haar brannte, herumfliegenden Betonstaub gesehen und, als er sich umdrehte, ein riesiges, brennendes Loch in der Wand gesehen. Es entstand jedoch keinerlei Personenschaden. Als Täter werden entweder militante Tierschützer vermutet, die gegen die blutige Bühnenshow der Band und von Benton behauptete Neigungen zum Quälen und Töten von Tieren protestieren wollten, oder aber fanatische Black-Metal-Anhänger, die Gorefest als politisch korrekte Band attackieren wollten. Gorefest hatte im Vorfeld Morddrohungen erhalten und musste die Stadt nach dem Vorfall mit einer Polizeieskorte verlassen.

## Diskografie

### Studioalben
- 1990: Deicide
- 1992: Legion
- 1995: Once Upon the Cross
- 1997: Serpents of the Light
- 2000: Insineratehymn
- 2001: In Torment, in Hell
- 2004: Scars of the Crucifix
- 2006: The Stench of Redemption
- 2008: Till Death Do Us Part
- 2011: To Hell with God
- 2013: In the Minds of Evil
- 2018: Overtures of Blasphemy
- 2024: Banished by Sin

### Sonstige Produktionen
- 1987: Feasting the Beast (Demo; unter dem Namen Amon)
- 1989: Sacrificial (Demo; unter dem Namen Amon)
- 1993: Amon: Feasting the Beast (Wiederveröffentlichung der beiden Demos)
- 1998: When Satan Lives (Livealbum, aufgenommen im House of Blues in Chicago)
- 2003: The Best of (Best of)

### Musikvideos
- Homage for Satan
- When Heaven Burns
- Scars of the Crucifix
- Conviction